# Sphecodes crassus
Sphecodes crassus (лат.) — вид одиночных пчёл из рода Sphecodes (триба Halictini, семейство Halictidae).

## Распространение
Северная Евразия. Южная и центральная Европа (на север до 64° с.ш.). Кавказ, Россия, Турция, Иран, Казахстан, Центральная Азия, Монголия, Япония, Северная Африка.

## Описание
Длина тела самок 5,0—8,0 мм (самцы 5,0—7,0 мм). Общая окраска головы и груди чёрная; брюшко в основном красное (T1-T3). Отличается сильно изогнутой базальной жилкой заднего крыла, широкой поперечной головой (в 1,25 раз шире своей длины). Слабоопушенные насекомые, тело почти голое. Самцы: клипеус чёрный, лицо с белым опушением ниже усиковых торули, вентральная поверхность члеников жгутика обычно несёт отчётливую зону сенсилл (тилоиды). Самки: лабрум с широким апикальным выступом без продольного валика; метабазитибиальная пластинка отсутствует; задние голени без корзиночки. Клептопаразиты других видов пчёл.